# Lou Hancock
Pour les articles homonymes, voir Hancock.
Lou Hancock née le 25 février 1924 à Fort Worth, Texas et morte le 1er décembre 1995 à Burbank, Californie, est une actrice américaine.

## Biographie
Elle est vue dans le rôle de Henrietta Knowby dans Evil Dead 2.

## Filmographie

### Cinéma
- 1982 : Il y a toujours de l'espoir pour ceux qui s'aiment (en) (Liar's Moon) de David Fisher : Clara Channing
- 1983 : Un flic aux trousses (Eddie Macon's Run) de Jeff Kanew : femme
- 1984 : Les Saisons du cœur (Places in the Heart) de Robert Benton : La femme ruinée vivant dans sa voiture
- 1987 : Evil Dead 2 de Sam Raimi : Henrietta Knowby
- 1987 : Under Cover (en) de John Stockwell : Nellie
- 1988 : Little Nikita de Richard Benjamin : Nursery Customer
- 1988 : Appel d'urgence (Miracle Mile) de Steve De Jarnatt : Lucy Peters
- 1990 : Les Arnaqueurs (The Grifters) de Stephen Frears : Infirmière
- 1991 : The Fisher King : Le Roi pêcheur (The Fisher King) de Terry Gilliam: Infirmière
- 1994 : Walker Texas Ranger 3: Deadly Reunion de Michael Preece : Mabel Shoop
- 1995 : Les Aventuriers de l'or noir (The Stars Fell on Henrietta) de James Keach : Old tent lady

### Télévision

#### Séries télévisées
- 1985 : Dallas : La dame au sac (saison 9 épisode 2 : Le Testament de Bobby)
- 1985 : Nord et Sud (North and South) : Une femme
- 1987 : Falcon Crest : Une femme de tête (saison 6, épisode 18)
- 1987 : Rags to Riches (en) : ? (épisode pilote)
- 1987 : Les Routes du paradis (Highway to Heaven) : Eva Haskell (saison 4 épisode 9 : Pourquoi punir les enfants ?)
- 1988 : Un flic dans la mafia (Wiseguy) : Lottie Haynes (saison 1 épisode 13)
- 1988 : Tribunal de nuit (Night Court) : Mme Kempler (saison 5 épisode 16)
- 1989 : Newhart : une femme (saison 7 épisode 9)
- 1989 : It's Garry Shandling's Show : Mrs. Tischler (saison 3 épisode 14)
- 1989 : Dynastie (Dynasty) : Heidi (saison 9 épisode 15 : Un fils indigne)
- 1989 : Génération Pub (thirtysomething) : Klimpt (saison 3, épisode 7)
- 1989 : L'ange revient (Sister Kate) : Sœur Helen (saison 1, épisode 11)
- 1990 : Docteur Doogie (Doogie Howser, M.D.) : 60's Her (saison 1, épisode 24)
- 1991 : La Famille Torkelson (The Torkelsons) : Elvira Grandy (saison 1, épisode 10)
- 1992 : Roseanne : Nun (saison 4, épisode 13)
- 1992 : Rachel Gunn, R.N. (en) : Sylvia McKenzie (saison 1, épisode 4)
- 1992 : Melrose Place : une femme (saison 1 épisode 8 : Des cœurs à prendre)
- 1993-1995 : Walker, Texas Ranger : Mabel Shoop (8 épisodes)

#### Téléfilms
- 1984 : With Intent to Kill de Mike Robe : Ginny
- 1985 : Peyton Place: The Next Generation (en) de Larry Elikann : Miss Dawson
- 1985 : When Dreams Come True de John Llewellyn Moxey : Femme du musée
- 1987 : The Line : Alice
- 1989 : Amityville 4 (Amityville: The Evil Escapes) de Sandor Stern : Peggy